# Postgenderisme
Postgenderisme is een transhumanistische filosofie die streeft naar een samenleving waarin de rol van sekse en gender is vervaagd en de menselijke voortplanting dankzij geavanceerde technologie ook buiten het lichaam kan plaatsvinden. Postgenderisten beschouwen beide ontwikkelingen als bevrijdend.

## Ontstaan
Postgenderisme heeft zijn wortels in het posthumanisme en het futurisme en wordt beïnvloed door feministische, androgyne, metroseksuele en transgenderbewegingen. Het is vooral beïnvloed door het transhumanisme, dat de door de natuur gestelde grenzen aan het menselijke bestaan wil doorbreken.
Een van de eerste beschrijvingen van het postgenderisme was Shulamith Firestone's The Dialectic of Sex uit 1970.

## Uitgangspunten

### Gender
Postgenderisme is gericht op het idee om genderidentiteiten te elimineren of verder te ontwikkelen. Het houdt zich daarbij niet alleen bezig met het fysieke geslacht of de veronderstelde eigenschappen ervan. In een traditionele genderconstructie is men ofwel een man of een vrouw, maar in het postgenderisme is men noch een man, noch een vrouw, noch een andere veronderstelde genderrol, waardoor een individu in de samenleving niet gereduceerd wordt tot een genderrol. Sommige postgenderisten pleiten voor het verdwijnen van alle nadruk op en het belang van genderrollen. Ook dan zouden mensen vrij zijn zich te identificeren los van gendervoorschriften en rolpatronen, die dan nog maar weinig of helemaal geen invloed meer zouden hebben op hoe mensen daadwerkelijk handelen of behandeld worden in de samenleving. Postgenderisme beschrijft daarmee de evolutie van een traditioneel binair gendersysteem naar een maatschappij waar het concept gender steeds verder verdwijnt.

### Emancipatie
Postgenderisten stellen dat de erosie van het binaire gendersysteem bevrijdend is voor mensen en betogen dat de aanwezigheid van genderrollen, sociale stratificatie en genderverschillen nadelig kan zijn voor zowel individuen als de samenleving. Postgenderisten vinden dat gender een willekeurige en onnodige beperking is van de menselijke mogelijkheden. Anders dan het transgenderisme streeft het postgenderisme niet naar een samenleving waarin iedereen de eigen gender- en seksekenmerken kan corrigeren, maar naar een samenleving waar alle gender- en seksekenmerken, voorschriften en rollen in hun geheel uitdoven. Postgenderisme vertrekt vanuit de stelling dat het opdelen van mensen volgens gendercategorieën en -kenmerken de vrijheid van mensen beperkt, ook als mensen deze vrij mogen corrigeren, waarmee het een stap verder gaat dan klassiek transgenderisme.

### Sekse
Postgenderisten zijn niet exclusief pleitbezorgers van androgynie. Velen geloven dat het mengen van zowel mannelijke als vrouwelijke kenmerken gewenst en noodzakelijk is; in essentie het beste van wat mannen en vrouwen te bieden zouden hebben in termen van fysische en psychologische vermogens en neigingen. Wat deze kenmerken dan zouden zijn, is echter voorwerp van veel debat en speculatie.

### Technologie
De vooruitgang in de voortplantingsgeneeskunde maakt dat voortplanting steeds vaker zal gebeuren buiten de klassieke seksuele betrekking. Actuele technieken als artificiële inseminatie, in-vitrofertilisatie en sinds kort ook baarmoedertransplantaties zijn belangrijke stappen in deze richting. Biomedische vooruitgang zoals artificiële baarmoeders, menselijk klonen en parthenogenese zal de mogelijkheden voor menselijke voortplanting aanzienlijk vergroten.
Sommige argumenteren dat een posthumanistische levenssfeer eerder virtueel dan fysiek zal zijn. Postgenderisten argumenteren dat dit soort existenties niet genderspecifiek zijn, waardoor individuen naar eigen inzicht hun virtuele uiterlijk en seksualiteit kunnen veranderen.

### Identiteit
Mensen met een postgenderidentiteit verbinden zich niet langer aan klassieke genderbepalingen en/of genderrollen. Ze vinden deze verouderd.
Ze zijn vaak agender (ook wel nongender, genderloos of gendervrij genoemd) of non-binair.
Een postgenderist streeft zowel naar een meer genderloze of gendervrije genderidentiteit bij zichzelf, als naar de evolutie van de samenleving in zijn geheel.
Sommigen streven er ook naar om naast hun genderidentiteit en -expressie ook klassieke uiterlijke en biologische geslachtskenmerken te verminderen of te elimineren, al dan niet via het gebruik van technologie.

### Seksualiteit
Postgenderisten geloven dat de actuele en toekomstige evoluties en vooruitgang in de voortplantingsgeneeskunde een impact zal hebben op de maatschappelijke positie van seksualiteit:
- Seks specifiek voor het doel van voortplanting, zou een onnodig of verouderd concept kunnen worden.
- Alle postgendermensen zouden de mogelijkheid hebben, wanneer zij hier voor kiezen, om zwanger te zijn en het ouderschap van kinderen op zich te nemen.
- Voor het ontstaan van een zygote zou niet langer genetisch materiaal nodig zijn van specifiek een man en een vrouw.

Postgenderisten geloven dat deze evoluties de behoefte aan welomschreven genders in de samenleving verder zal doen verdwijnen.
Postgenderisten beweren niet dat een genderloze samenleving automatisch impliceert dat mensen ongeïnteresseerd zouden zijn in seks of menselijke seksualiteit. Het is te verwachten dat seksuele relaties en interpersoonlijke intimiteit kan en zal bestaan. De kans is echter reëel dat deze activiteiten een andere vorm kunnen aannemen. Postgenderisme heeft echter niet direct iets te maken met fysieke seks of seksualiteit.

## Invloedrijke werken
Shulamith Firestone's The Dialectic of Sex (1970), Donna Haraway's essay Een cyborg manifest: Wetenschap, technologie en sociaal-feminisme in de late 20ste eeuw (2008) en Simians, Cyborgs, and Women: The Reinvention of Nature (2012) zijn belangrijke werken die het postgenderisme mede vorm hebben gegeven.
In The Dialectic of Sex schreef Firestone over gender:
"Het einddoel van de feministische revolutie, anders dan dat van de eerste feministische beweging, mag niet enkel de eliminatie van mannelijke privileges zijn, maar ook die van de genderdifferentiatie zelf. Genitale verschillen tussen mensen zouden dan niet langer van cultureel belang zijn."
en over voortplanting en opvoeding:
"De voortplanting van soorten door één geslacht voor het goed van beide geslachten, zou vervangen worden door (tenminste de mogelijkheid tot) kunstmatige voortplanting. Kinderen zouden bij beide geslachten gelijk geboren worden of onafhankelijk van deze. De afhankelijkheid van het kind van de moeder (en omgekeerd) zou worden vervangen door zeer beperkte afhankelijkheid van een groep van anderen in het algemeen."
Een ander belangrijk en invloedrijk werk is sociaal feministe Donna Haraway's essay Een cyborg manifest: Wetenschap, technologie en sociaal-feminisme in de late 20ste eeuw.
Dit werk werd gepubliceerd in de essaybundel Simians, Cyborgs, and Women: The Reinvention of Nature.
In het werkstuk argumenteert Haraway dat vrouwen enkel bevrijd zouden worden van biologische beteugeling wanneer ze verlost zouden worden van maatschappelijke voortplantingsdruk. Daarmee zou zij kunnen bedoelen dat vrouwen alleen als postgenderistische of postbiologische mensen echte bevrijding zullen bereiken.

## Romans met postgenderisme als thema
- 2312 door Kim Stanley Robinson[12]
- Ancillary Justice door Ann Leckie
- Distress door Greg Egan
- Don't Bite the Sun door Tanith Lee
- Glasshouse door Charles Stross
- The Left Hand of Darkness door Ursula K. Le Guin
- Steel Beach door John Varley
- Venus Plus X door Theodore Sturgeon